# Eleições estaduais em Alagoas em 1962
As eleições estaduais em Alagoas em 1962 aconteceram em 7 de outubro como parte das eleições gerais em 22 estados e nos territórios federais do Amapá, Rondônia e Roraima. Foram eleitos os senadores Arnon de Melo e Rui Palmeira, além de nove deputados federais e trinta e cinco deputados estaduais.
Eleito senador com a maior votação do estado, o advogado Arnon de Melo é formado na Universidade Federal do Rio de Janeiro e na referida cidade trabalhou na Associação Comercial antes de ingressar no jornalismo. Dentre os veículos onde trabalhou estão A Vanguarda, Diário Carioca, Diário de Notícias e O Jornal, além de passar pelos Diários Associados. Membro do conselho diretor da Associação Brasileira de Imprensa, retornou a Maceió e após algum tempo comprou a Gazeta de Alagoas, jornal que serviria de embrião para o grupo empresarial batizado com o seu nome. Nascido em Rio Largo, filiou-se à UDN nos últimos meses da Era Vargas e em 1945 foi eleito suplente de deputado federal. Graças ao mecanismo das "candidaturas múltiplas" foi eleito deputado federal e governador de Alagoas em 1950, mas renunciou ao mandato parlamentar para assumir o cargo no Executivo. Derrotado por Silvestre Péricles na eleição para senador em 1958, migrou para o PDC e foi eleito quatro anos depois.
A segunda cadeira de senador foi entregue pelo eleitorado ao advogado Rui Palmeira. Graduado na Universidade Federal de Pernambuco, foi oficial de gabinete e secretário da prefeitura de Maceió ao longo das décadas de 1930 e 1940, além de seu trabalho no Departamento de Estatística. Natural de São Miguel dos Campos, fez parte tanto do Instituto dos Advogados de Alagoas quanto da seccional da Ordem dos Advogados do Brasil, além de ter sido delegado auxiliar de polícia em Maceió. Membro da Associação Alagoana de Imprensa, trabalhou como jornalista na Gazeta de Alagoas e no Jornal de Alagoas. Eleito deputado federal pela UDN em 1945, perdeu a eleição para governador em 1947 e foi reeleito deputado federal em 1950. Eleito senador em 1954, reelegeu-se em 1962, mas faleceu no final de 1968 em pleno curso do mandato.
Devido à sua morte foi efetivado o advogado Mário Gomes de Barros. Oriundo de uma família de políticos, nasceu em Colônia Leopoldina e formou-se na Universidade Federal de Pernambuco. Assumiu a prefeitura de União dos Palmares em 1933 e no ano seguinte foi eleito deputado estadual até que o Estado Novo extinguiu o seu mandato. Presidente do Clube de Regatas Brasil e membro do Sindicato de Fornecedores e Banguezeiros de Alagoas, elegeu-se deputado federal via UDN em 1945 e primeiro suplente em 1950, mas foi beneficiado pela renúncia de Arnon de Melo para assumir o governo alagoano. Afastou-se da política, mas a ela retornou ao ser eleito suplente de senador em 1962.

## Resultado da eleição para senador
Em relação à disputa para senador os arquivos do Tribunal Superior Eleitoral informam o comparecimento de 290.206 eleitores, dos quais 240.670 foram votos nominais ou votos válidos. Foram apurados também 41.397 votos em branco (10,21%) 8.139 votos nulos (0,76%).
| Candidatos a senador da República | Primeiro suplente de senador   | Número | Coligação           | Votação | Percentual |
| --------------------------------- | ------------------------------ | ------ | ------------------- | ------- | ---------- |
| Arnon de Melo PDC                 | Hermann de Medeiros Torres PDC | 177    | PDC (sem coligação) | 66.260  | 27,53%     |
| Rui Palmeira UDN                  | Mário Gomes de Barros UDN      | 222    | UDN (sem coligação) | 50.303  | 20,90%     |
| Teotônio Vilela UDN               | Cícero Cabral Toledo UDN       | 223    | UDN (sem coligação) | 39.843  | 16,56%     |
| Afrânio Lages PSD                 | João Teixeira Cavalcanti PSD   | 410    | PSD (sem coligação) | 31.518  | 13,10%     |
| José Otávio Moreira PTB           | José Ferreira Macedo PTB       | 145    | PTB, PSP            | 26.115  | 10,85%     |
| Hildebrando Falcão PSP            | Otacílio de Oliveira PSP       | 444    | PTB, PSP            | 15.218  | 6,32%      |
| Ismar de Góis Monteiro PST        | Marcos Gasparian PST           | 521    | PST (sem coligação) | 11.413  | 4,74%      |

## Deputados federais eleitos
São relacionados os candidatos eleitos com informações complementares da Câmara dos Deputados.

Representação eleita
  UDN: 4
  PTB: 2
  PSP: 1
  PSD: 1

| Deputados federais eleitos | Partido | Votação | Percentual | Cidade onde nasceu | Unidade federativa |
| Abraão Moura               | PTB     | 15.653  |            | Atalaia            | Alagoas            |
| Muniz Falcão               | PSP     | 15.339  |            | Ouricuri           | Pernambuco         |
| Aloysio Nonô               | UDN     | 12.991  |            | Atalaia            | Alagoas            |
| Oséas Cardoso              | UDN     | 12.593  |            | Viçosa             | Alagoas            |
| Ary Pitombo                | PTB     | 8.970   |            | Neópolis           | Sergipe            |
| Segismundo Andrade         | UDN     | 8.386   |            | Pão de Açúcar      | Alagoas            |
| Medeiros Neto              | PSD     | 6.214   |            | Traipu             | Alagoas            |
| Oceano Carleial            | UDN     | 5.848   |            | Barbalha           | Ceará              |
| José Pereira Lúcio         | UDN     | 5.535   |            | Arapiraca          | Alagoas            |

## Deputados estaduais eleitos
Estavam em jogo as 35 cadeiras da Assembleia Legislativa de Alagoas.

Representação eleita
  PSP: 9
  UDN: 7
  PSD: 5
  PL: 5
  PDC: 5
  PTB: 2
  PST: 2

| Deputados estaduais eleitos        | Partido | Votação | Percentual | Cidade onde nasceu   | Unidade federativa |
| Claudenor de Albuquerque Lima      | PSP     | 3.286   | 2,26%      | Arapiraca            | Alagoas            |
| José Lúcio de Melo                 | UDN     | 2.731   | 1,88%      | Arapiraca            | Alagoas            |
| Elísio da Silva Maia               | PSP     | 2.485   | 1,71%      | Campo Alegre         | Alagoas            |
| Rubens de Mendonça Canuto          | PSP     | 2.322   | 1,60%      | Mata Grande          | Alagoas            |
| Aderval Vanderlei Tenório          | PSD     | 2.150   | 1,48%      | Poço das Trincheiras | Alagoas            |
| Sinval Rodrigues Gaia              | UDN     | 2.024   | 1,39%      | Mata Grande          | Alagoas            |
| José de Medeiros Tavares           | PDC     | 2.021   | 1,39%      | Junqueiro            | Alagoas            |
| Cícero de Siqueira Torres          | PL      | 2.016   | 1,38%      | Maragogi             | Alagoas            |
| Antônio Guedes Amaral              | PSP     | 1.886   | 1,29%      | Major Izidoro        | Alagoas            |
| Arnaldo Pinto Guedes de Paiva      | PSD     | 1.880   | 1,29%      | Porto Calvo          | Alagoas            |
| Nelson Costa                       | UDN     | 1.819   | 1,25%      | Piaçabuçu            | Alagoas            |
| Antônio Machado Lobo               | UDN     | 1.802   | 1,24%      | Palmeira dos Índios  | Alagoas            |
| Manuel Sampaio Luz                 | UDN     | 1.790   | 1,23%      | Palmeira dos Índios  | Alagoas            |
| Luiz Gonzaga Moreira Coutinho      | PSP     | 1.761   | 1,21%      | Delmiro Gouveia      | Alagoas            |
| Remi Tenório Maia                  | PL      | 1.761   | 1,21%      | Santana do Ipanema   | Alagoas            |
| Antônio Gomes de Barros            | UDN     | 1.751   | 1,20%      | Novo Lino            | Alagoas            |
| Lamenha Filho                      | PSD     | 1.749   | 1,20%      | São Luís do Quitunde | Alagoas            |
| Areski Dâmara de Omena Freitas     | UDN     | 1.743   | 1,20%      | Maceió               | Alagoas            |
| João Cabral Toledo                 | PSD     | 1.743   | 1,20%      | Maceió               | Alagoas            |
| Tarcísio de Jesus                  | PL      | 1.730   | 1,19%      | Maceió               | Alagoas            |
| Robson Tavares Mendes              | PSP     | 1.639   | 1,12%      | Palmeira dos Índios  | Alagoas            |
| Cláudio Albuquerque Lima           | PDC     | 1.579   | 1,08%      | Arapiraca            | Alagoas            |
| João Batista de Morais             | PL      | 1.558   | 1,07%      | Boca da Mata         | Alagoas            |
| Eliseu Teixeira Cavalcante         | PSD     | 1.531   | 1,05%      | Murici               | Alagoas            |
| Cleto Marques Luz                  | PSP     | 1.523   | 1,04%      | Maceió               | Alagoas            |
| Pedro Timóteo Filho                | PSP     | 1.515   | 1,04%      | Piranhas             | Alagoas            |
| Gonçalo Menezes Tavares            | PL      | 1.501   | 1,03%      | Traipu               | Alagoas            |
| Henrique Equelman                  | PTB     | 1.452   | 1,00%      | João Pessoa          | Paraíba            |
| Lauro Farias                       | PST     | 1.415   | 0,97%      | Viçosa               | Alagoas            |
| Armando Moreira Soares             | PSP     | 1.377   | 0,94%      | Maceió               | Alagoas            |
| Abelardo Lopes                     | PTB     | 1.311   | 0,90%      | São Sebastião        | Alagoas            |
| Dionísio José de Góis              | PDC     | 1.310   | 0,90%      | São José da Tapera   | Alagoas            |
| Luiz Gonzaga Malta Gaia            | PDC     | 1.303   | 0,89%      | Mata Grande          | Alagoas            |
| Edeval Tenório de Souza            | PDC     | 1.185   | 0,81%      | Limoeiro de Anadia   | Alagoas            |
| Austeclinio Lopes de Farias Júnior | PST     | 875     | 0,60%      | São Luís do Quitunde | Alagoas            |